# Комар Анатолій Григорович
Комар Анатолій Григорович (нар. 1980 або 1981, с. Рокита Полтавської області, УРСР) — керівник української Енергетичної митниці Державної митної служби України (з лютого 2022 року).

## Біографія
Анатолій Комар народився в селі Рокита Полтавської області. Є президентом аматорського футбольного клубу Рокита, опікується ФК «Лівий берег». Пенсіонер за вислугою років.
До митниці Комар 20 років працював у СБУ, де за власними твердженнями, він займався захистом критичної інфраструктури. Після СБУ Комар два роки працював радником менеджера Миколи Лавренка в енергетичній компанії VS Energy. Ця компанія володіла низкою українських обленерго, вона належить росіянам Олександру Бабакову, Євгєнію Гінеру і Михайлу Воєводіну. 2023 року VS Energy потрапила під санкції РНБО, а Лавренко залишив компанію.
На початку лютого 2022 року Комар став керівником енергетичної митниці. Цей підрозділ оформлює всі підакцизні енергоносії, що перетинають кордон України, запобігає потраплянню на український ринок російського палива, запобігає контрабанді та контролює сплату бізнесом мит із нафти, газу, електроенергії та усіх видів пального.
Ця митниця відіграє ключову роль в діяльності холдингу VM Groupe, якою володіє партнер Комара Віталій Марченко. Станом на 2025 рік через цю митницю відбувалося розмитнення всіх товарів, які Марченко завозив до України.

## Розслідування

### Звинувачення у незаконному збагаченні
У серпні 2025 року журналісти програми Схеми виявили, що Комар має незадекларовані статки, які на думку журналістів, він ніяк не міг би дозволити собі за свої офіційні прибутки.
За даними розслідування, полтавська група компаній VM Groupe, що імпортує та продає нафтопродукти, тісно пов'язана з Комаром. Компанією володіє Віталій Марченко. Сам Комар заявив, що стосунку до компанії він не має.
За даними ДБР, фірми з холдингу Марченка завозять до України сировину з високим вмістом метанолу і маркують її як розчинники для фарб та лаків, щоб уникнути сплати акцизних зборів. ДБР оцінило збитки бюджету у 2,2 млрд грн. Крім того, ДБР встановило, що сировина має російське походження. Цю справу з 2024 року розслідує СБУ.
4 серпня 2025 року Офіс генерального прокурора відкрив кримінальне провадження щодо можливого незаконного збагачення Анатолія Комара (ст. 368-5 ККУ). Прем'єр-міністр Юлія Свириденко доручила Міністерству фінансів із Державною митною службою та НАЗК перевірити діяльність Комара.
Керівництво Державної митної служби України усунуло Комара з посади кервіника Енергетичної митниці на час розслідування.

## Статки
Комар користується преміум-автомобілем за ціною оренди, що в 16 разів менша за ринкову, володіє кількома квартирами в дорогому ЖК. Донька Комара навчається в Королівському коледжі в Лондоні, до цього навчалася в Pascal English School Lefkosia на Кіпрі. Також Анатолій Комар має володіє квартирою в елітному ЖК «Бульвар фонтанів» у центрі Києва вартістю 3,7 млн грн.

## Родина
- Дружина Комар Марія Сергіївна, екскурсовод.
- Донька Комар Віра Анатоліївна[27]
- Син Комар Михайло Анатолійович
- Сергій Гладков — тесть, пенсіонер, формальний власник елітного маєтку площею 450 м2 у селі Вишеньки під Києвом вартістю 70 млн грн[28][29].
- Гладкова Лідія Іванівна — теща.